# Gesetzliches Schuldverhältnis
Ein gesetzliches Schuldverhältnis entsteht zwischen (mindestens) zwei Personen, dem Gläubiger und dem Schuldner, durch die Verwirklichung eines gesetzlichen Tatbestandes, beispielsweise des § 823 Absatz 1 BGB. Für den Schuldner folgt daraus die Verpflichtung zur Leistung gegenüber dem Gläubiger kraft Gesetzes sowie die Anwendung bestimmter Rechtsvorschriften. Das Gegenstück bilden die vertraglichen Schuldverhältnisse, die im Rahmen der Vertragsfreiheit durch Abschluss autonomer Verträge zustande kommen und deshalb anderen gesetzlichen Bestimmungen unterliegen.
Der Rechtsbegriff ist im Schuldrecht angesiedelt.

## Allgemeines
Nach § 311 Abs. 1 BGB ist für die Begründung eines Schuldverhältnisses durch Rechtsgeschäft ein Vertrag erforderlich. Wird etwa ein Kaufvertrag geschlossen, so gelten die Bestimmungen des Kaufvertragsrechts, die zu den vertraglichen Schuldverhältnissen gehören und gegenseitige vertragliche Verpflichtungen auslösen. Das gilt für alle Vertragsarten des täglichen Lebens. Es gibt jedoch Sachverhalte, auf die die Bestimmungen für vertragliche Schuldverhältnisse nicht passen, aber dennoch nach dem Gesetzeswillen eine Rechtsbeziehung zwischen Gläubigern und Schuldnern entstehen soll.

## Gesetzliche Schuldverhältnisse
Um diese Sachverhalte zu erfassen, hat der Gesetzgeber so genannte gesetzliche Schuldverhältnisse geschaffen. So gewährt das gesetzliche Schuldverhältnis der unerlaubten Handlung im Falle der Körper- oder Eigentumsverletzung einen Schadensausgleich, obwohl – und gerade weil – zwischen Schädiger und Geschädigtem häufig keinerlei vertragliche Beziehungen bestehen, aus denen ein Schadensausgleich hergeleitet werden könnte. Schadensanspruch und Verpflichtung zur Schadenstragung entstehen dann automatisch aus den §§ 823 ff. BGB, wenn die Beteiligten durch ihr Verhalten die Voraussetzungen erfüllen.

## Arten gesetzlicher Schuldverhältnisse
Gesetzliche Schuldverhältnisse entstehen dadurch, dass durch ein bestimmtes Verhalten gesetzlich vorgesehene Voraussetzungen erfüllt werden, nach denen jemand zu einer Leistung verpflichtet wird. Zu diesen gesetzlichen Schuldverhältnissen gehören insbesondere:
- Geschäftsführung ohne Auftrag (§§ 677–687 BGB),
- Vindikationslage, Eigentümer-Besitzer-Verhältnis (§§ 987 ff. BGB) (beachte: § 985 ist kein schuldrechtlicher Anspruch, sondern vielmehr ein dinglicher, es besteht lediglich eine gewisse Verwandtschaft mit den schuldrechtlichen Forderungen),
- unerlaubte Handlung (§§ 823–853 BGB),
- ungerechtfertigte Bereicherung (§§ 812–822 BGB).

Mit der ungerechtfertigten Bereicherung (§§ 812 ff. BGB) sollen rechtsgrundlose Vermögensverschiebungen rückgängig gemacht werden.
Der Rechtsbegriff des gesetzlichen Schuldverhältnisses wird in § 7 Abs. 1 Erneuerbare-Energien-Gesetz dafür verwendet, dass Stromnetzbetreiber ihre Verpflichtungen aus diesem Gesetz nicht vom Abschluss eines Vertrages abhängig machen dürfen. Damit wird erreicht, dass Verpflichtungen der Netzbetreiber auf der Grundlage eines gesetzlichen Schuldverhältnisses zwangsläufig entstehen. Eine privatrechtliche Vereinbarung ist jedenfalls zur Begründung eines vertraglichen Schuldverhältnisses nicht erforderlich.